# 胡林翼

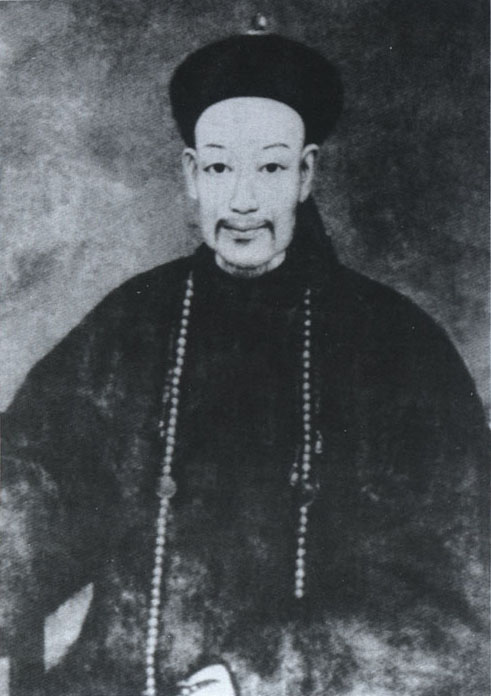
胡林翼

胡 林翼（こ りんよく、Hu Linyi、1812年 - 1861年）は、清末の官僚。字は貺生、号は潤之。湖南省益陽県の人。
1836年、進士となり翰林院編修となった。その後、貴州省安順・鎮遠の知府となり、ミャオ族蜂起や湖南省の李沅発の乱を鎮圧した。湖南巡撫張亮基・駱秉章に評価されて招聘されたが、貴州にとどまった。
1854年、貴東道となり、貴州の郷勇千人を率いて湖南省・江西省で太平天国軍と戦い、1855年に湖北布政使に任命された。その直後、
太平天国が再び武昌を陥落させたため、胡林翼と曽国藩が奪回にあたり、1856年に奪回に成功して湖北巡撫に任命された。1857年には黄州に侵入した陳玉成の軍を破った。1858年、九江を陥落させ、安慶を包囲した。しかし、11月に胡林翼軍の主力の李続賓の部隊が三河の戦いで壊滅し、勢力を後退させた。翌年、曽国藩とともに兵を四分し安徽省に侵攻した。1861年春、太平天国軍が湖北省に入ると部隊を率いて救援に向かい、その間に曽国荃が安慶に向かって9月に陥落させた。しかし胡林翼は同月末に武昌で病死した。
曽国藩・李鴻章・左宗棠と並んで「中興の名臣」とされ、文忠の諡号を贈られた。著書に『読史兵略』がある。